# Dinamikus áramlásszimuláló és értékelő modell

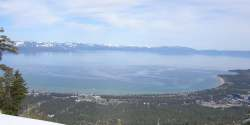
A Tahoe-tó látképe

A DSSAM-modell (Dynamic Stream Simulation and Assessment Model), vagyis magyarul „Dinamikus áramlásszimuláló és értékelő modell”, melyet a Truckee-folyó számára fejlesztettek ki, hogy elemezni tudják a földhasználati és a szennyvízkezelési döntések hatását a folyó vízminőségére a Truckee-folyó vízgyűjtőterületén. A modell által érintett terület magában foglalja Reno és Sparks városokat Nevadában és a Tahoe-tó medrét. Régebben a módszert a Truckee-folyó „metrikus Föld modell”-jének nevezték. Az eredeti fejlesztések az Egyesült Államok Környezetvédelmi Hivatalával való szerződés alapján jöttek létre 1984 és 1986 közt, majd a modellt továbbfejlesztették és így jött létre a DSSAM II, illetve az újabb változat, a DSSAM III. Ez a hidrológiai szállítási modell a vízbe kerülő szennyezőanyagok napi mérései alapján a „maximális telítettség napi összege mutatót” számolja ki (TDML). E zászlóshajónak szánt modell sikere arra késztette a Környezetvédelmi Hivatalt, hogy a TDML alapjául szolgáló kötelezettségvállalást kiterjessze az Egyesült Államok valamennyi folyórendszerére.
A Truckee-folyó 185 kilométer hosszú és vízgyűjtőterülete megközelítőleg 3120 négyzetkilométer, nem számítva a Tahoe-tó medencéjének kiterjedését. A DSSAM modell számára létrehoztak számos mérőállomást a folyó mentén, valamint elhelyeztek számottevő monitorozási pontot a Nagy-medencéhez tartozó Pyramid-tó vízgyűjtőterületén, amely lefolyástalan terület, ezért egy zárt hidrológiai rendszert alkot, amely a szennyezések tekintetében különösen sérülékeny. Noha a terület eléggé gyéren lakott vidék, mégis a Tahoe-tó évi 20 milliós látogatottságával komoly veszélyt jelent a Truckee-folyó vízminőségének változásaira és a folyóban élő halfajok, elsősorban a (angol: Cui ui sucker fish) és a Lahontan vágott-torkú pisztráng számára.

## Kialakulásának története
Ez abból az indíttatásból jött létre, hogy az előzetes mennyiségbecslési modellek és a történelmi adatok figyelembevételével a folyón jelentkező árvizek száma megduplázódik és a jogi és törzsi viták a vízhasználatról, épp olyan fontosak, mint a folyó élővilága felett érzett aggodalom. Amikor a Reno-Sparks Szennyvízkezelési Terv bővítését beadták, a Környezetvédelmi Hivatal eldöntötte, hogy elindít egy nagyszabású kutatási vállalkozást, hogy létrehozzanak egy szimulációs szoftvert és egy ezzel párhuzamos program keretein belül a Truckee-folyó mentén és a Pyramid-tó környékén gyűjtött mérési eredmények felhasználásával vizsgálják a vízminőség esetleges változásait. A folyón végzett vízminőségi mérések érintették a legkisebb szerves élőlények csoportjainak vizsgálatát és a Pyramid-tó esetében pedig hajók segítségével vettek mintákat számos helyről és különböző mélységekből. Az adatokat betáplálták az első generációs számítógépes programba és mérési eredményeket gyűjtöttek a vízminőségről és a folyó sodrásáról. A modell beállítása után a programon lefuttattak különböző földhasználattal kapcsolatos, illetve a folyó menti kiömlőcsövek hatásával kapcsolatos adatsorokat, hogy beállítsák a megfelelő paramétereket. 
A DSSAM modell alkalmas arra, hogy kimutassa a szennyezőanyagok jelenlétét, mint például a nitrogén és foszfor mennyiségét a vízben, valamint a különböző algák egyedszámát minden mérési időre vonatkozóan. A folyó különböző szakaszairól származó adatok nem csak a mezőgazdasági, de a városi csatornahálózatból származó összegyűjtött esővíz, valamint a már kezelt szennyvíz folyóban való megjelenését is kimutatja. 
Az első generációs DSSAM modellt továbbfejlesztették a későbbiekben és különböző pontosításokat is beleprogramoztak. A modell funkcionalitásának bővülése lehetővé tette a különböző a vízben élő apró élőlények életciklusának egyre részletesebb modellezését és a vízben lévő nitrogén- és foszforrészecskék fokozott kimutatását. A továbbfejlesztett DSSAM III modellnél számos változtatást foganasítottak a modell működésére és a vizsgált és kimutatott anyagkoncentrációkra vonatkozóan.

## Felhasználása
A modeltt számos különböző területen hasznosítják, mint például a városi szennyvízkezelésnél, a városok csatornahálózatába kerülő esővíz vízminőségének mérésénél és a mezőgazdasági területekről származó káros anyagok koncentrációjának mérésénél is. A mezőgazdasági területekről származó szennyezőanyagok behatóbb vizsgálata és kimutatása lehetővé teszi a folyók vizét szennyező anyagok hatékonyabb kimutatását és az ennek megakadályozására tett lépések eredményesebb végrehajtását. 

## Fordítás
Ez a szócikk részben vagy egészben  a   DSSAM Model című angol Wikipédia-szócikk ezen változatának fordításán alapul.  Az eredeti cikk szerkesztőit annak laptörténete sorolja fel. Ez a jelzés csupán a megfogalmazás eredetét és a szerzői jogokat jelzi, nem szolgál a cikkben szereplő információk forrásmegjelöléseként.